# ギョリュウバイ属
ギョリュウバイ属（ギョリュウバイぞく、御柳梅属、羅 Leptospermum)は、フトモモ科の属の一つである。

## 学名の由来
ギリシャ語で「細い種」を意味する。

## 性状
ほとんどがオーストラリアまたはタスマニアの原産であるが、ニュージーランドおよびマレーシアに一種ずつ分布する。現在80種以上が知られている。常緑樹で、樹高は1-2mの小低木が多いが、数メートルの低木もあり、ごく一部10メートルを超す高木もある。根本近くからよく分枝し、ほうきを逆さに立てた形や紡錘形になるものが多い。葉は互生し小さいがかたく、精油を含んでおり、つぶすと芳香がある。花は小さく、直径1-2cmくらいで、白の五弁花だが、園芸種にはピンクや赤い花のものもある。おしべが長く梅の花に似ていることからギョリュウバイの和名がある。

## 利用

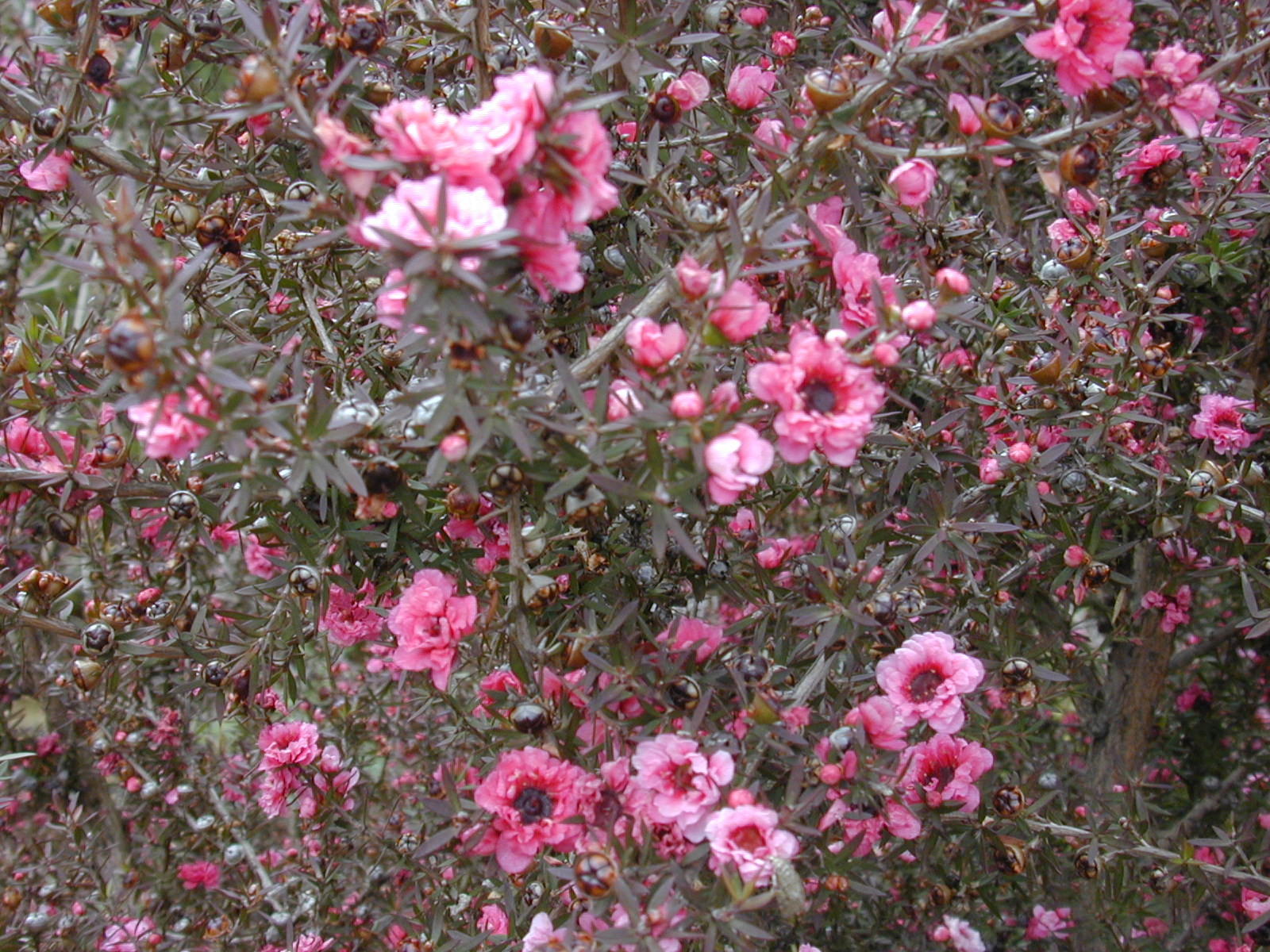
ギョリュウバイ(Leptospermum scoparium)の花

マヌーカと呼ばれるL. scopariumは、蜜源植物として知られ、製油はエッセンシャルオイルや化粧品に加工されている。花の美しいものが多く、欧米では庭木などに利用されている。

## 栽培
挿し木などの栄養繁殖がつきにくく、実生から栽培する。欧米では数種のタネが売られているので、それらを入手し、4月頃に浅い鉢に播種する。タネが見え隠れする程度に覆土し、乾かさないようにすれば十日から半月で発芽するので、一度2寸程度のポットに仮植えし、翌春栽培地にて移植する。日当たりと水はけのよいところを好む。

## 主な種
- Leptospermum ambiguum Sm. - ネズモドキ[1]
- Leptospermum scoparium J.R. et G.Forst. - ギョリュウバイ[2]